# Åke Gustavsson (illustratör)
Åke Gustavsson, född 1910, död 1992, var en svensk illustratör. Han slog igenom som illustratör i boken Swedish Christmas (1955). Andra uppmärksammade arbeten av Åke Gustavsson är illustrationerna till den gammaltestamentliga Höga visan (1971) och Vikingen (flera upplagor 1967–1988), ett verk i vilket bland andra Kristján Eldjárn, Bertil Almgren och Sune Lindqvist medarbetade.